# Christian Mölling
Christian Mölling (* 1973 in Bad Oeynhausen) ist ein deutscher Politikwissenschaftler.

## Werdegang
Mölling absolvierte von 1990 bis 1993 eine Berufsausbildung zum Kommunikationselektroniker bei der Deutschen Bundespost. Anschließend absolvierte er seinen Zivildienst als Rettungssanitäter bei der Johanniter-Unfall-Hilfe. 1994 begann er ein Studium der Sozialwissenschaft an der Universität Duisburg, das er 2000 mit dem Diplom abschloss. Während des Studiums hatte er ein Auslandssemester an der University of Warwick im Bereich Internationale Beziehungen von 1996 bis 1997. Danach war er wissenschaftlicher Mitarbeiter am Institut für Friedensforschung und Sicherheitspolitik an der Universität Hamburg und ab 2004 Research Consultant beim Deutschen Institut für Menschenrechte in Berlin. Ab 2005 begann Mölling seine Promotion an der Ludwig-Maximilians-Universität München, die er 2009 abschloss. Von November 2007 bis Oktober 2009 war er wissenschaftlicher Mitarbeiter am Center for Security Studies der ETH Zürich. Im Folgenden wurde er im November 2009 wissenschaftlicher Mitarbeiter im Cluster Verteidigung der Abteilung Internationale Sicherheit der Stiftung Wissenschaft und Politik in Berlin, dabei Projektleiter Sicherheit und Verteidigung in Nordeuropa sowie European Defence Monitoring. Ab Oktober 2015 war Mölling als Senior Research Fellow der Abteilung Sicherheitspolitik beim German Marshall Fund in Berlin tätig. Von Februar 2017 bis August 2024 war er stellvertretender Direktor des Forschungsinstituts der Deutschen Gesellschaft für Auswärtige Politik (DGAP) und Leiter des Zentrums für Sicherheit und Verteidigung des DGAP in Berlin. Seit dem 1. September 2024 ist er Direktor im Programm „Europas Zukunft“ der Bertelsmann Stiftung.

## Öffentliches Auftreten
Insbesondere seit der Fortsetzung der militärischen Invasion Russlands in die Ukraine tritt Mölling regelmäßig öffentlich als Experte für Sicherheitspolitik in Erscheinung. Einmal die Woche tritt er im Stern-Podcast Die Lage international auf, den er von Carlo Masala übernommen hat. Seit 2014 hat er, zusammen mit Claudia Major, mehrere Gastbeiträge in der Zeitung Die Zeit geschrieben.

## Veröffentlichungen (Auswahl)
- Fragile Sicherheit. Das Ende des Friedens und die neue Konfliktordnung. Herder Verlag, Freiburg 2023, ISBN 978-3-451-39511-6.
- Europas strategische Kohärenz: Konzeption und Analyse strategischer Kohärenz am Beispiel der EU-Politiken in den Bereichen militärisches Krisenmanagement, Rüstungskooperation und Nonproliferation zwischen 1999 und 2007. München 2009 (Dissertation).